# 釘本久春
釘本 久春（くぎもと ひさはる、1908年4月28日 - 1968年5月11日）は、日本の国語学者、国文学者。

## 人物
東京出身。群馬県立男子師範学校附属小学校、旧制群馬県立前橋中学校（現・群馬県立前橋高等学校）卒業。旧制第一高等学校を経て、1932年、東京帝国大学国文科卒業。中央大学予科教授を経て、1939年9月文部省図書監修官。戦時中は石黒修などとともに大東亜共栄圏への日本語普及政策に関わっていた。戦後はGHQと連携を取りながら、西尾実とのコンビで国語改革や、国立国語研究所の創設に参与。1960年、東京外国語大学教授。在職中に死去。
一高と東大で同級生だった中島敦の親友で、パラオ南洋庁赴任の職の斡旋をし、死後の全集編纂などに尽くした。島内景二によれば、『山月記』の袁傪のモデルは釘本であり、国語教科書に『山月記』が採用され続けているのは釘本の意向が反映されているという。

## 著書

### 単著
- 『一等兵と子どもたち』 聖紀書房、1943年。
- 『戦争と日本語』 竜文書局、1944年。
- 『中世歌論の性格』 古今書院、1944年。
- 『枕草子とその鑑賞』 刀江書院、1949年。
- 『国語教育論』 河出書房〈教育文庫〉、1949年。
- 『現代の日本語-その状態と問題』 古今書院〈形成選書〉、1952年。
- 『良寛物語』 同和春秋社〈日本名作物語〉、1954年。
- 『あの花この花-読むうたうたう詩』 さ・え・ら書房、1955年。
- 『新古今和歌集 全釈』上巻 福音館書店、1958年。

### 共編著
- 『これからの国語-当用漢字現代かなづかいの研究』（岩淵悦太郎、宮本敏行） 誠文堂新光社、1947年。
- 『現代に生きてゐる故事成語の辞典』 東洋館出版社、1951年。
- 『漢字小辞典-よみ方・かき方・意味・使い方の手引』（山口正との共編） 港出版合作社、1954年。
- 『現代の手紙事典-個人の手紙から商用、公用文まで』 福音館書店、1958年。
- 『現代の話し方事典』 福音館書店、1962年。
- 『話し方の事典』 光風社書店、1967年。
- 『手紙の書き方事典』 光風社書店、1968年。

### 翻訳
- 『世界人権宣言と教育-世界理解のために』（ユネスコ編） 古今書院、1958年。